# Transtympanacris acutalula
Transtympanacris acutalula är en insektsart som beskrevs av Zheng, Z. och De-Yu Xin 1999. Transtympanacris acutalula ingår i släktet Transtympanacris och familjen gräshoppor. Inga underarter finns listade i Catalogue of Life.